# NGC 1492
NGC 1492 (również PGC 14186) – galaktyka spiralna (Sa), znajdująca się w gwiazdozbiorze Erydanu. Odkrył ją John Herschel 28 listopada 1837 roku.